# Villablanca

Huy hiệu của Villablanca

Cờ của Villablanca

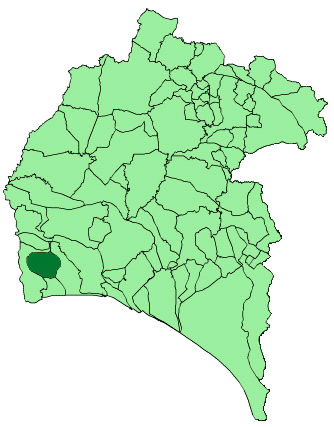
Cờ của Villablanca

Villablanca là một đô thị ở tỉnh Huelva, Andalucía, Tây Ban Nha. Năm 2007, đô thị này có dân số 2.577 người. Diện tích của Villablanca là 98 km² với mật độ dân số 23,7 người/km². Đô thị này có tọa độ địa lý 37º 18' độ vĩ bắc, 7º 20' độ kinh đông. Villablanca nằm ở độ cao 100 mét và cách tỉnh lỵ Huelva 61 km.

## Dân số

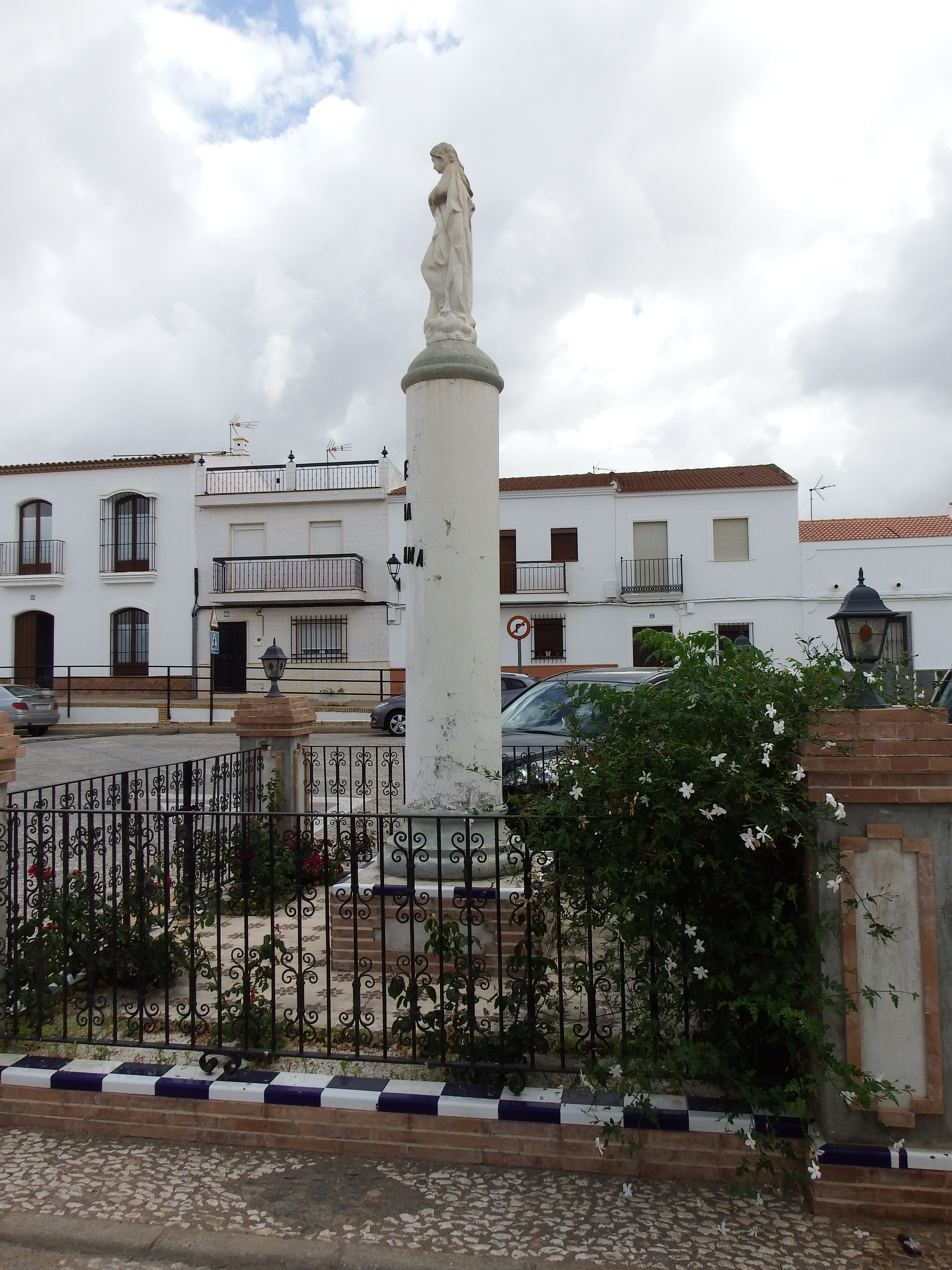

| 1996  | 1997  | 1998  | 1999  | 2000  | 2001  | 2002  |
| ----- | ----- | ----- | ----- | ----- | ----- | ----- |
| 2.072 | 2.052 | 2.030 | 2.053 | 2.060 | 2.075 | 2.146 |

Nguồn: INE (Tây Ban Nha)